# Elif (Musikerin)/Diskografie
Diese Diskografie ist eine Übersicht über die musikalischen Werke der deutsch-türkischen Popsängerin Elif. Den Schallplattenauszeichnungen zufolge hat sie bisher mehr als eine Million Tonträger verkauft. Ihre erfolgreichste Veröffentlichung ist die Autorenbeteiligung Unter meiner Haut (Gestört aber geil & Koby Funk feat. Wincent Weiss) mit über 800.000 verkauften Einheiten.

## Alben

### Studioalben
| Jahr | Titel Musiklabel                              | Höchstplatzierung, Gesamtwochen, AuszeichnungChartplatzierungen (Jahr, Titel, Musiklabel, Platzierungen, Wochen, Auszeichnungen, Anmerkungen) | Höchstplatzierung, Gesamtwochen, AuszeichnungChartplatzierungen (Jahr, Titel, Musiklabel, Platzierungen, Wochen, Auszeichnungen, Anmerkungen) | Höchstplatzierung, Gesamtwochen, AuszeichnungChartplatzierungen (Jahr, Titel, Musiklabel, Platzierungen, Wochen, Auszeichnungen, Anmerkungen) | Anmerkungen                             |
| Jahr | Titel Musiklabel                              | DE | AT | CH | Anmerkungen                             |
| ---- | --------------------------------------------- | --- | --- | --- | --------------------------------------- |
| 2013 | Unter meiner Haut Vertigo Records (UMG)       | DE23 (2 Wo.)DE | — | — | Erstveröffentlichung: 30. August 2013   |
| 2017 | Doppelleben Vertigo Records (UMG)             | DE18 (2 Wo.)DE | AT62 (1 Wo.)AT | — | Erstveröffentlichung: 26. Mai 2017      |
| 2020 | Nacht Jive Records (Sony)                     | DE7 (4 Wo.)DE | AT18 (2 Wo.)AT | CH45 (2 Wo.)CH | Erstveröffentlichung: 4. September 2020 |
| 2023 | Endlich tut es wieder weh Jive Records (Sony) | DE5 (3 Wo.)DE | AT15 (1 Wo.)AT | CH16 (1 Wo.)CH | Erstveröffentlichung: 3. Februar 2023   |

## Singles

### Als Leadmusikerin
| Jahr | Titel Album                                | Höchstplatzierung, Gesamtwochen, AuszeichnungChartplatzierungen (Jahr, Titel, Album, Platzierungen, Wochen, Auszeichnungen, Anmerkungen) | Höchstplatzierung, Gesamtwochen, AuszeichnungChartplatzierungen (Jahr, Titel, Album, Platzierungen, Wochen, Auszeichnungen, Anmerkungen) | Höchstplatzierung, Gesamtwochen, AuszeichnungChartplatzierungen (Jahr, Titel, Album, Platzierungen, Wochen, Auszeichnungen, Anmerkungen) | Anmerkungen                                                 |
| Jahr | Titel Album                                | DE | AT | CH | Anmerkungen                                                 |
| --- | ------------------------------------------ | --- | --- | --- | ----------------------------------------------------------- |
| 2013 | Unter meiner Haut                          | DE80 (1 Wo.)DE | — | — | Erstveröffentlichung: 29. März 2013                         |
| 2013 | 200 Tage Sommer Unter meiner Haut          | — | — | — | Erstveröffentlichung: 9. August 2013                        |
| 2013 | Nichts tut für immer weh Unter meiner Haut | — | — | — | Erstveröffentlichung: 15. November 2013                     |
| 2014 | Rosarot –                                  | — | — | — | Erstveröffentlichung: 14. Februar 2014 Original: Fayzen     |
| 2015 | Als ich fortging –                         | — | — | — | Erstveröffentlichung: 4. September 2015 Original: Karussell |
| 2016 | Auf halber Strecke Doppelleben             | — | — | — | Erstveröffentlichung: 2. September 2016                     |
| 2017 | Doppelleben                                | — | — | — | Erstveröffentlichung: 17. Februar 2017                      |
| 2020 | Freunde Nacht                              | — | — | — | Erstveröffentlichung: 14. Februar 2020                      |
| 2020 | Alaska Nacht                               | — | — | — | Erstveröffentlichung: 12. März 2020                         |
| 2020 | Nur mir Nacht                              | — | — | — | Erstveröffentlichung: 13. März 2020                         |
| 2020 | Ein letztes Mal Nacht                      | — | — | — | Erstveröffentlichung: 10. April 2020                        |
| 2020 | Kann das bitte so bleiben Nacht            | DE— aDE | — | — | Erstveröffentlichung: 5. Juni 2020                          |
| 2020 | Schwarz Nacht                              | — | — | — | Erstveröffentlichung: 17. Juli 2020                         |
| 2020 | Aber wo bist du Nacht                      | DE— bDE | — | — | Erstveröffentlichung: 21. August 2020                       |
| 2021 | Du liebst nur dich selbst –                | — | — | — | Erstveröffentlichung: 18. März 2021                         |
| 2021 | Alles helal Nacht                          | — | — | — | Erstveröffentlichung: 14. Mai 2021                          |
| 2022 | Mein Babe Endlich tut es wieder weh        | — | — | — | Erstveröffentlichung: 4. März 2022                          |
| 2022 | Bomberjacke Endlich tut es wieder weh      | DE— cDE | — | — | Erstveröffentlichung: 8. April 2022                         |
| 2022 | Beifahrersitz Endlich tut es wieder weh    | — | — | — | Erstveröffentlichung: 20. Mai 2022                          |
| 2022 | Roses Endlich tut es wieder weh            | DE— dDE | — | — | Erstveröffentlichung: 30. September 2022                    |
| 2022 | Ich denk an dich Endlich tut es wieder weh | DE92 (1 Wo.)DE | — | — | Erstveröffentlichung: 25. November 2022 feat. PA Sports     |
| 2023 | Wenn ich sterbe Endlich tut es wieder weh  | — | — | — | Erstveröffentlichung: 20. Januar 2023                       |
| Folgende Lieder erschienen nicht als Single, wurden aber durch das Album zum Download und Streaming bereitgestellt und konnten somit eine Platzierung erlangen: |                                            | | | |                                                             |
| |                                            | | | |                                                             |
| 2020 | Augen zu Nacht                             | DE9 (8 Wo.)DE | AT28 (2 Wo.)AT | CH40 (2 Wo.)CH | Charteinstieg: 11. September 2020 feat. Samra               |

### Als Gastmusikerin
| Jahr | Titel Album                            | Höchstplatzierung, Gesamtwochen, AuszeichnungChartplatzierungen (Jahr, Titel, Album, Platzierungen, Wochen, Auszeichnungen, Anmerkungen) | Höchstplatzierung, Gesamtwochen, AuszeichnungChartplatzierungen (Jahr, Titel, Album, Platzierungen, Wochen, Auszeichnungen, Anmerkungen) | Höchstplatzierung, Gesamtwochen, AuszeichnungChartplatzierungen (Jahr, Titel, Album, Platzierungen, Wochen, Auszeichnungen, Anmerkungen) | Anmerkungen |
| Jahr | Titel Album                            | DE | AT | CH | Anmerkungen |
| --- | -------------------------------------- | --- | --- | --- | --- |
| 2020 | Zu Ende Jibrail & Iblis                | DE4 Gold · (13 Wo.)DE | AT3 Gold · (7 Wo.)AT | CH8 (4 Wo.)CH | Erstveröffentlichung: 24. Januar 2020 Verkäufe: + 215.000; Samra feat. Elif                                       |
| 2020 | A.M.G –                                | — | — | — | Erstveröffentlichung: 2. April 2020 Hazardo feat. Elif                                                            |
| 2021 | Highway Eure Mami                      | DE1 (8 Wo.)DE | AT18 (6 Wo.)AT | CH77 (1 Wo.)CH | Erstveröffentlichung: 8. Januar 2021 Katja Krasavice feat. Elif                                                   |
| 2021 | Immer wenn ich gehen will Herzinfucked | DE73 (1 Wo.)DE | — | — | Erstveröffentlichung: 24. Juni 2021 Montez feat. Elif                                                             |
| 2021 | Money II Asozialer Marokkaner+         | DE15 (2 Wo.)DE | AT69 (1 Wo.)AT | CH71 (1 Wo.)CH | Erstveröffentlichung: 13. August 2021 Farid Bang feat. Elif                                                       |
| 2021 | How to Fall in Love –                  | — | — | — | Erstveröffentlichung: 17. Dezember 2021 Linda Elsener & Elif                                                      |
| 2022 | Mond Album (Deluxe)                    | DE58 (1 Wo.)DE | — | — | Erstveröffentlichung: 21. April 2022 Clueso feat. Elif                                                            |
| 2022 | Ok. –                                  | — | — | — | Erstveröffentlichung: 8. Juli 2022 Ali471 feat. Elif                                                              |
| 2022 | Bunny Bars (Osterhase) –               | DE62 (3 Wo.)DE | — | — | Erstveröffentlichung: 3. September 2022 Julien Bam feat. Elif & Jay-C                                             |
| 2023 | Bist du da –                           | DE91 (1 Wo.)DE | — | — | Erstveröffentlichung: 16. März 2023 PA Sports feat. Elif                                                          |
| 2025 | Zusammen –                             | DE31 (… Wo.)DE | — | — | Erstveröffentlichung: 24. Juli 2025 SDP feat. Clueso, Elif, Esther Graf, Kontra K, Montez, Querbeat & Nico Santos |
| Folgende Lieder erschienen nicht als Single, wurden aber durch das Album zum Download und Streaming bereitgestellt und konnten somit eine Platzierung erlangen: |                                        | | | | |
| |                                        | | | | |
| 2020 | Bitte geh Seele                        | DE14 (5 Wo.)DE | AT33 (2 Wo.)AT | CH37 (2 Wo.)CH | Videoauskopplung: 4. Dezember 2020 Charteinstieg: 11. Dezember 2020 Mero feat. Elif                               |

## Musikvideos
| Jahr | Titel                     | Regie                                   |
| ---- | ------------------------- | --------------------------------------- |
| 2013 | Unter meiner Haut         |                                         |
| 2013 | 200 Tage Sommer           | Justin Izumi                            |
| 2013 | Nichts tut für immer weh  | Kim Frank                               |
| 2014 | Rosarot                   | Kim Frank                               |
| 2015 | Als ich fortging          | Kim Frank                               |
| 2016 | Auf halber Strecke        | Georg Blume                             |
| 2017 | Doppelleben               | Mario Clement                           |
| 2017 | Anlauf nehmen             |                                         |
| 2017 | High 5                    |                                         |
| 2017 | War Is Over               | Christoph Heidrich, Benedikt Schnermann |
| 2020 | Zu Ende                   | Heiko Hammer                            |
| 2020 | Freunde                   | Till van Loosen                         |
| 2020 | Nur mir                   | Till van Loosen                         |
| 2020 | Alaska                    | Chico Worldwide                         |
| 2020 | Gitarre                   | Chico Worldwide                         |
| 2020 | Ein letztes Mal           | Heiko Hammer                            |
| 2020 | Kann das bitte so bleiben | Fabio Rizzetto                          |
| 2020 | Schwarz                   | Till van Loosen                         |
| 2020 | Aber wo bist du           | Till van Loosen                         |
| 2020 | Alles helal               | Saskia Krause, Viktor Schanz            |
| 2020 | Bitte geh                 | Farhan Sonan, Imran Sonan               |
| 2021 | Highway                   | Alban Selimaj                           |
| 2021 | Du liebst nur dich selbst | Saymyname (Oliver- und Sebastian Mowka) |
| 2021 | Immer wenn ich gehen will | Heiko Hammer                            |
| 2021 | Money II                  | Cenan Çelik                             |
| 2022 | Mein Babe                 | David Krätschmer                        |
| 2022 | Bomberjacke               | Paula Romy                              |
| 2022 | Mond                      | Kevin Ferstl                            |
| 2022 | Beifahrersitz             | Xancam                                  |
| 2022 | Ok.                       | Rouslan                                 |
| 2022 | Bunny Bars (Osterhase)    | Julien Bam, Shawn Bu                    |
| 2022 | Roses                     | Dominik Antwi                           |
| 2022 | Ich denk an dich          | Dominik Antwi                           |
| 2023 | Wenn ich sterbe           | Dominik Antwi                           |
| 2023 | Warum lügst du mich an    | Dominik Antwi                           |
| 2023 | Bist du da                | Xandi Kindermann                        |
| 2025 | Zusammen                  | Serge Mattukat                          |

## Autorenbeteiligungen
Elif schreibt die meisten ihrer Lieder selbst. Die folgende Tabelle bietet eine Übersicht der Lieder, die die Singlecharts in Deutschland, Österreich und der Schweiz erreichten und von Elif geschrieben, aber nicht interpretiert wurden.

| Jahr | Titel Album                         | Höchstplatzierung, Gesamtwochen, AuszeichnungChartplatzierungen (Jahr, Titel, Album, Platzierungen, Wochen, Auszeichnungen, Anmerkungen) | Höchstplatzierung, Gesamtwochen, AuszeichnungChartplatzierungen (Jahr, Titel, Album, Platzierungen, Wochen, Auszeichnungen, Anmerkungen) | Höchstplatzierung, Gesamtwochen, AuszeichnungChartplatzierungen (Jahr, Titel, Album, Platzierungen, Wochen, Auszeichnungen, Anmerkungen) | Anmerkungen |
| Jahr | Titel Album                         | DE | AT | CH | Anmerkungen |
| ---- | ----------------------------------- | --- | --- | --- | --- |
| 2015 | Unter meiner Haut Gestört aber geil | DE6 ×2Doppelplatin · (56 Wo.)DE | AT25 (19 Wo.)AT | — | Erstveröffentlichung: 20. März 2015 Interpretation: Gestört aber geil & Koby Funk feat. Wincent Weiss; Verkäufe: + 800.000 |

## Promoveröffentlichungen
| Jahr | Titel Album                                                      | Anmerkungen                                                |
| ---- | ---------------------------------------------------------------- | ---------------------------------------------------------- |
| 2022 | Chicago Sing meinen Song – Das Tauschkonzert, Vol. 9 (Sampler)   | Erstveröffentlichung: 26. April 2022 Original: Clueso      |
| 2022 | Ne Leiche Sing meinen Song – Das Tauschkonzert, Vol. 9 (Sampler) | Erstveröffentlichung: 4. Mai 2022 Original: SDP feat. Sido |

## Sonderveröffentlichungen

### Alben
| Jahr | Titel Musiklabel                                               | Anmerkungen                                            |
| ---- | -------------------------------------------------------------- | ------------------------------------------------------ |
| 2022 | Elif bei Sing meinen Song, Vol. 9 Music for Millions (Tonpool) | Erstveröffentlichung: 13. Mai 2022 Mini-TV-Kompilation |

### Lieder
| Jahr | Titel Album                                             | Anmerkungen                                                                  |
| ---- | ------------------------------------------------------- | ---------------------------------------------------------------------------- |
| 2014 | Ultraleicht (Live) Auf anderen Wegen (Single)           | Erstveröffentlichung: 23. Oktober 2014 Andreas Bourani feat. Elif            |
| 2014 | Sie fallen Uns                                          | Erstveröffentlichung: 31. Oktober 2014 Curse feat. Elif                      |
| 2016 | Ins Blaue Der Junge, der rennt                          | Erstveröffentlichung: 8. April 2016 Max Giesinger feat. Elif                 |
| 2017 | Freiheit, die ich meine (Unplugged) MTV Unplugged       | Erstveröffentlichung: 3. November 2017 Peter Maffay feat. Elif & Tony Carey  |
| 2017 | Ich wollte nie erwachsen sein (Unplugged) MTV Unplugged | Erstveröffentlichung: 3. November 2017 Peter Maffay feat. Elif               |
| 2017 | Nur du hörst (Unplugged) MTV Unplugged                  | Erstveröffentlichung: 3. November 2017 Peter Maffay feat. Elif               |
| 2017 | Sonne in der Nacht (Unplugged) MTV Unplugged            | Erstveröffentlichung: 3. November 2017 Peter Maffay feat. Elif               |
| 2020 | Du bist eine Blume (Clap Remix) Blume EP                | Erstveröffentlichung: 20. März 2020 Flo Mega feat. Elif                      |
| 2020 | Zu Ende Jibrail & Iblis                                 | Erstveröffentlichung: 16. April 2020 Samra feat. Elif                        |
| 2020 | Bitte geh Seele                                         | Erstveröffentlichung: 4. Dezember 2020 Mero feat. Elif                       |
| 2021 | Highway Eure Mami                                       | Erstveröffentlichung: 29. Januar 2021 Katja Krasavice feat. Elif             |
| 2021 | Money Asozialer Marokkaner                              | Erstveröffentlichung: 23. Juli 2021 Farid Bang feat. Azad, Elif & Summer Cem |
| 2021 | Money II Asozialer Marokkaner+                          | Erstveröffentlichung: 13. August 2021 Farid Bang feat. Elif                  |
| 2022 | Immer wenn ich gehen will Herzinfucked                  | Erstveröffentlichung: 7. April 2022 Montez feat. Elif                        |
| 2022 | Mond Album (Deluxe)                                     | Erstveröffentlichung: 22. April 2022 Clueso feat. Elif                       |
| 2022 | Du gehörst dazu Boom Schakkalakka                       | Erstveröffentlichung: 26. August 2022 Dikka feat. Elif                       |

| Jahr | Titel Album                                                    | Anmerkungen                                                   |
| ---- | -------------------------------------------------------------- | ------------------------------------------------------------- |
| 2022 | Alles brennt Sing meinen Song – Das Tauschkonzert, Vol. 9      | Erstveröffentlichung: 13. Mai 2022 Original: Johannes Oerding |
| 2022 | Auf beiden Beinen Sing meinen Song – Das Tauschkonzert, Vol. 9 | Erstveröffentlichung: 13. Mai 2022 Original: Lotte            |
| 2022 | Chicago Sing meinen Song – Das Tauschkonzert, Vol. 9           | Erstveröffentlichung: 13. Mai 2022 Original: Clueso           |
| 2022 | Don’t Let Me Go Sing meinen Song – Das Tauschkonzert, Vol. 9   | Erstveröffentlichung: 13. Mai 2022 Original: Kelvin Jones     |
| 2022 | Fire Sing meinen Song – Das Tauschkonzert, Vol. 9              | Erstveröffentlichung: 13. Mai 2022 Original: Floor Jansen     |
| 2022 | Ne Leiche Sing meinen Song – Das Tauschkonzert, Vol. 9         | Erstveröffentlichung: 13. Mai 2022 Original: SDP feat. Sido   |
| 2024 | Fantasie Giraffenaffen 9 – Weltreise                           | Erstveröffentlichung: 18. Oktober 2024                        |

| Jahr | Titel Soundtrack                        | Anmerkungen                                                  |
| ---- | --------------------------------------- | ------------------------------------------------------------ |
| 2015 | Als ich fortging Soundtrack Deutschland | Erstveröffentlichung: 29. September 2015 Original: Karussell |

## Statistik

### Chartauswertung
Die folgenden Tabellen bieten eine Übersicht über die Charterfolge von Elif in den Album- und Singlecharts in Deutschland, Österreich und der Schweiz. Zu beachten ist, dass bei den Singles nur Interpretationen und keine Autorenbeteiligungen berücksichtigt wurden.
|                     | DE    | AT    | CH    |
| ------------------- | ----- | ----- | ----- |
| Nummer-eins-Alben   | DE—DE | AT—AT | CH—CH |
| Top-10-Alben        | DE2DE | AT—AT | CH—CH |
| Alben in den Charts | DE4DE | AT3AT | CH2CH |

|                       | DE     | AT    | CH    |
| --------------------- | ------ | ----- | ----- |
| Nummer-eins-Singles   | DE1DE  | AT—AT | CH—CH |
| Top-10-Singles        | DE3DE  | AT1AT | CH1CH |
| Singles in den Charts | DE12DE | AT5AT | CH5CH |

### Auszeichnungen für Musikverkäufe
Anmerkung: Auszeichnungen in Ländern aus den Charttabellen bzw. Chartboxen sind in ebendiesen zu finden.
| Land/RegionAuszeichnungen für Musikverkäufe (Land/Region, Auszeichnungen, Verkäufe, Quellen) | Gold     | Platin     | Verkäufe  | Quellen           |
| -------------------------------------------------------------------------------------------- | -------- | ---------- | --------- | ----------------- |
| Deutschland (BVMI)                                                                           | Gold1    | 2× Platin2 | 1.000.000 | musikindustrie.de |
| Österreich (IFPI)                                                                            | Gold1    | —          | 15.000    | ifpi.at           |
| Insgesamt                                                                                    | 2× Gold2 | 2× Platin2 |           |                   |